# Kvarntjärnen (Arjeplogs socken, Lappland, 730246-160878)
Kvarntjärnen är en sjö i Arjeplogs kommun i Lappland och ingår i Skellefteälvens huvudavrinningsområde.